# Chironomus graciliforceps
Chironomus graciliforceps är en tvåvingeart som först beskrevs av Jean-Jacques Kieffer 1910.  Chironomus graciliforceps ingår i släktet Chironomus och familjen fjädermyggor. Inga underarter finns listade i Catalogue of Life.